# Roger Frison-Roche

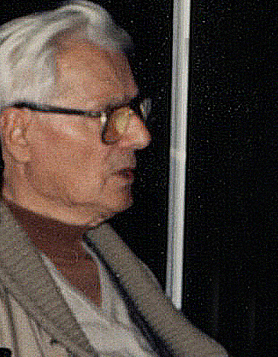
Roger Frison-Roche

Roger Frison-Roche (* 10. Februar 1906 in Paris; † 17. Dezember 1999 in Chamonix) war ein französischer Schriftsteller, Journalist und Abenteurer.

## Leben
Zwischen 1916 und 1920 besuchte er das Gymnasium in Paris und entdeckte während der Ferienaufenthalte in Beaufort seine Liebe zur Bergwelt und dem damals noch jungen Alpinismus. Mit 17 Jahren übersiedelte er nach Chamonix. Er arbeitete von 1923 bis 1924 im Olympischen Komitee für die Ersten Olympischen Winterspiele mit und machte sich auch durch einige schwierige Bergtouren im Mont-Blanc-Massiv einen Namen als Alpinist. Einige seiner Begleiter und Lehrer in dieser Zeit dienten ihm für seine Bücher als Vorbild für seine Hauptpersonen neben den sonst überwiegend fiktiven Charakteren. 1928 lernte er Marguerite Landot kennen, mit der er bis zu seinem Tod verheiratet blieb. Sein größter persönlicher Wunsch erfüllte sich 1930, als er als erster Nicht-Einheimischer in die Compagnie des guides, den Verein der Bergführer von Chamonix, aufgenommen wurde. Ab 1935 unternahm er mehrere Expeditionen in afrikanische Wüsten, vor allem in die Region des Hoggar-Gebirges in Algerien. Den Zweiten Weltkrieg erlebte er als Kriegsberichterstatter für die Alliierten in Afrika, bis er 1943 von den Deutschen in Kairouan gefangen genommen und zum Tode verurteilt wurde. Nach seiner Verlegung in ein Gefängnis in Vichy gelang ihm die Flucht in das damals von den Italienern besetzte Chamonix. Nach dem Krieg unternahm er noch verschiedene Expeditionen, unter anderem in die Sahara, nach Lappland, Kanada und in die USA. 1992 wurde er zum Kommandeur der französischen Ehrenlegion erhoben und starb 1999 in Chamonix.

## Werkbeschreibung
In seinen Romanen zeichnete er ein sehr genaues Bild der Entwicklung und der Gefahren des Alpinismus im Tal von Chamonix. Man erhält Einblick in die Organisation des hochalpinen Tourismus, die Hierarchie innerhalb der Compagnie des guides und in den Werdegang eines Bergsteigers vom einfachen Lastenträger bis zum Bergführer. Die wichtigsten Bergtouren sowie die Landschaft der Umgebung werden sehr detailliert beschrieben. In den französischen Originalfassungen lässt er seine Hauptpersonen manchmal im ortsüblichen Dialekt, dem Savoyard sprechen, der auch heute noch vereinzelt in der Region gesprochen wird.

## Werke
- Erster am Seil. Carta-Verlag, Pforzheim _381 1982, ISBN 3-88731-009-8.
- Die Wüstenprinzessin. Lichtenberg, München 1979, ISBN 3-7852-1223-2.
- Nahanni. List, München 1971, ISBN 3-471-77512-9.
- Bei den letzten Jägervölkern. List, München 1968.
- Glut unter dem Schnee. List, München 1964.
- Die Frau des Bergführers. List, München 1959.
- Die Wüste gab Antwort. Wegner, Hamburg 1956.
- Ascension tragique dans les Alpes. Schöningh, Paderborn 1956.
- Das Siegel der Sahara. List, München 1955.
- Schicksal Berg. Orell Füssli, Zürich 1949.
- Seilgefährten, zus. mit Alfred Graber, Orell Füssli Verlag, Zürich 1942.

## Erstbesteigungen
- Iharen (1732 m), Berg im Hoggargebirge in Südalgerien bei Tamanrasset. Erstbesteigung am 8. Mai 1935 gemeinsam mit Raymond Coche.[1]